# 南無の郷
南無の郷（なむのさと、英語: Namu no sato Cemetery）は、千葉県佐倉市にある公園墓地（霊園）。所管は文化庁所管の宗教法人信澄寺である。

## 概要
千葉県佐倉市にある公園墓地で、一部が千葉県八千代市に属している。1994年（平成6年）に開園し、2008年（平成17年）まで、7回の再整備を含む墓所を拡大整備を行い、佐倉市の認可を受けている。約3万6000平方メートルもの敷地内に、約4,100区画の墓所や緑地公園を有している。
- 総面積：約3万6000平方メートル（区画面積 約2万6,000平方メートル）
- 総区画数：約4,100区画
- 主要施設：法要施設、永代供養施設、管理館、会食施設
- 宗教：不問
- 開園時間：9:00〜18:00
- 休園日：毎週水曜日（祝日の時は翌日）

## 周辺
- 印旛沼
- 国立歴史民俗博物館（れきはく）
- 佐倉城址公園
- 佐倉草ぶえの丘
  - 佐倉草ぶえの丘バラ園
- 千葉県立印旛沼公園（師戸城跡）
- 八千代市少年自然の家
- ユーカリが丘
- ユーカリが丘駅
- 八千代ゴルフクラブ

## アクセス

### 乗用車
- 京成本線「勝田台駅」および東葉高速鉄道東葉高速線「東葉勝田台駅」より、国道16号を経由して約7km
- 東関東自動車道千葉北インターチェンジより、国道16号を経由して約12km

### 電車およびバス
最寄駅である勝田台駅北口ロータリー（成田街道側）から、毎週 火・木・土・日曜および祝日に無料の送迎バスを運行している。また、彼岸や盆の期間に増発して運行している。